# عبد الله المبروك
عبد الله المبروك (مواليد 1 يوليو 1953) هو عداء مسافات طويلة سعودي، مثّل بلاده في سباق 5000 متر خلال الألعاب الأولمبية الصيفية 1972 التي أُقيمت في ميونخ بألمانيا.

## المشاركة الأولمبية

### ميونيخ 1972
ألعاب القوى – 5000 متر رجال
| الرُّتبة | المجموعة | اسم الرياضي      | الجنسية          | الزمن   | ملاحظة                |
| ------ | -------- | ---------------- | ---------------- | ------- | --------------------- |
| 1      | 2        | إميل بوتيمانس    | بلجيكا           | 13:31.8 | تأهل إلى نهائي السّباق |
| 2      | 2        | ستيف بريفونتين   | الولايات المتحدة | 13:32.6 | تأهل إلى نهائي السّباق |
| 3      | 4        | يوها فاتينين     | فنلندا           | 13:32.8 | تأهل إلى نهائي السّباق |
|        |          |                  |                  |         |                       |
| 59     | 1        | بيهيند سوبياه    | سنغافورة         | 15:36.6 |                       |
| 60     | 3        | عبد الله المبروك | السعودية         | 15:51.0 |                       |
| 61     | 2        | كارلوس كوك لوبيز | غواتيمالا        | 15:53.4 |                       |

مصدر:

## وصلات خارجية
- عبد الله المبروك على موقع أوليمبيديا (الإنجليزية)